# Nakoku
Nakoku (奴国?, Nakoku, Na-no-Kuni) era un regno ubicato attorno all'odierna città di Fukuoka, sull'isola giapponese di Kyūshū, dal I secolo d.C. all'inizio del III secolo d.C. Gran parte delle informazioni su di esso provengono da antiche cronache cinesi e giapponesi.

Il sigillo d'oro del re di Na concesso al re di Nakoku dall'imperatore Guangwu di Han.

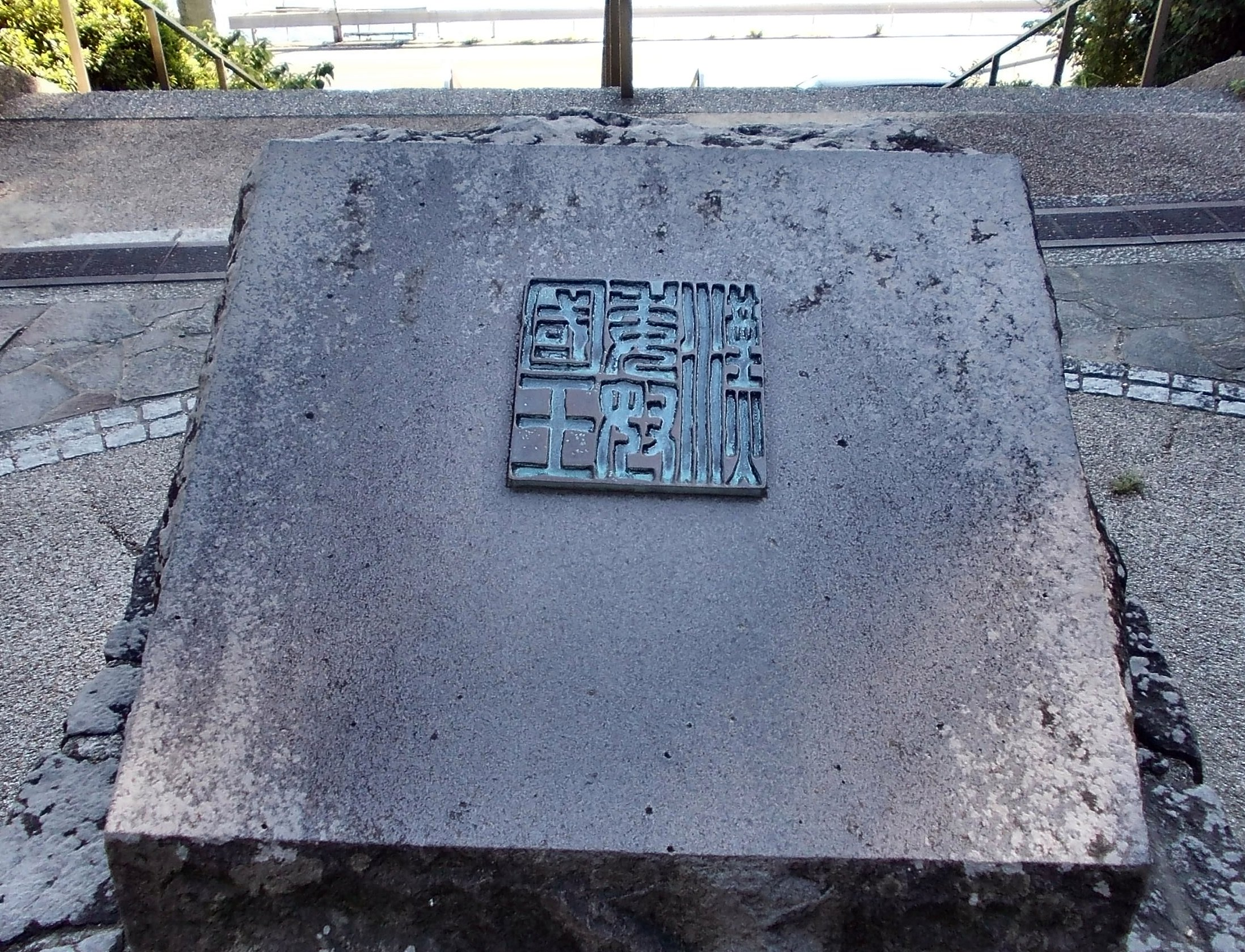
Il sigillo del blocco d'oro al Kin-in Park nell'isola di Shikanoshima

Secondo il Libro degli Han posteriori, nel 57 d.C., l'imperatore Guangwu di Han concesse al re di Nakoku un sigillo imperiale, modellato sui sigilli di giada cinesi, ma fatto d'oro: il sigillo d'oro del re di Na. In cambio, quello stesso anno, il re di Na inviò degli ambasciatori nella capitale cinese, offrendo tributi e auguri formali per il nuovo anno. Questo sigillo fu scoperto più di 1500 anni dopo da un contadino sull'isola di Shikanoshima durante il periodo Edo, contribuendo così a confermare l'esistenza del Nakoku, altrimenti noto solo dalle antiche cronache. Su di esso sono incisi i caratteri cinesi 漢委奴國王 (Kan no Wa no Na-no-Koku-ō, "Re dello stato Na del Wa (vassallo) di Han").
Un riferimento si trova nel vol. 30 del Libro cinese di Wei delle Cronache dei Tre Regni, intitolato "Resoconto sugli orientali: una nota sugli Wa" (cinese: 東夷傳‧倭人條), alla continua esistenza di Nakoku nel 3º secolo, nominando i funzionari e affermando che erano presenti oltre 20000 case. Questa sezione è conosciuta in Giappone come Cronache di Wei: un resoconto sugli Wa (魏志倭人伝 Ghishi Wajinden)
Alcuni credono che il Nakoku possa anche corrispondere a Na-no-Agata (儺県), un principato precedente a Fukuoka.